# Heteropterys aenea
Heteropterys aenea là một loài thực vật có hoa trong họ Malpighiaceae. Loài này được Griseb. mô tả khoa học đầu tiên..